# Vegetación modelada

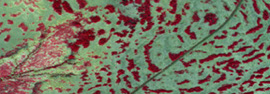
Sabana atigrada en el Sahel

La vegetación modelada es una comunidad de la vegetación que exhibe patrones distintivos y repetitivos. Ejemplos de vegetación modelada incluyen a las ondas de abetos, la sabana atigrada y las secuencias de pantano. Los patrones se presentan típicamente de una interacción de los fenómenos que animan el crecimiento vegetal diferenciado o mortalidad diferenciada. Un patrón coherente se presenta porque hay un componente direccional fuerte a estos fenómenos, como por ejemplo el viento en el caso de las ondas de abeto.